# Амієві

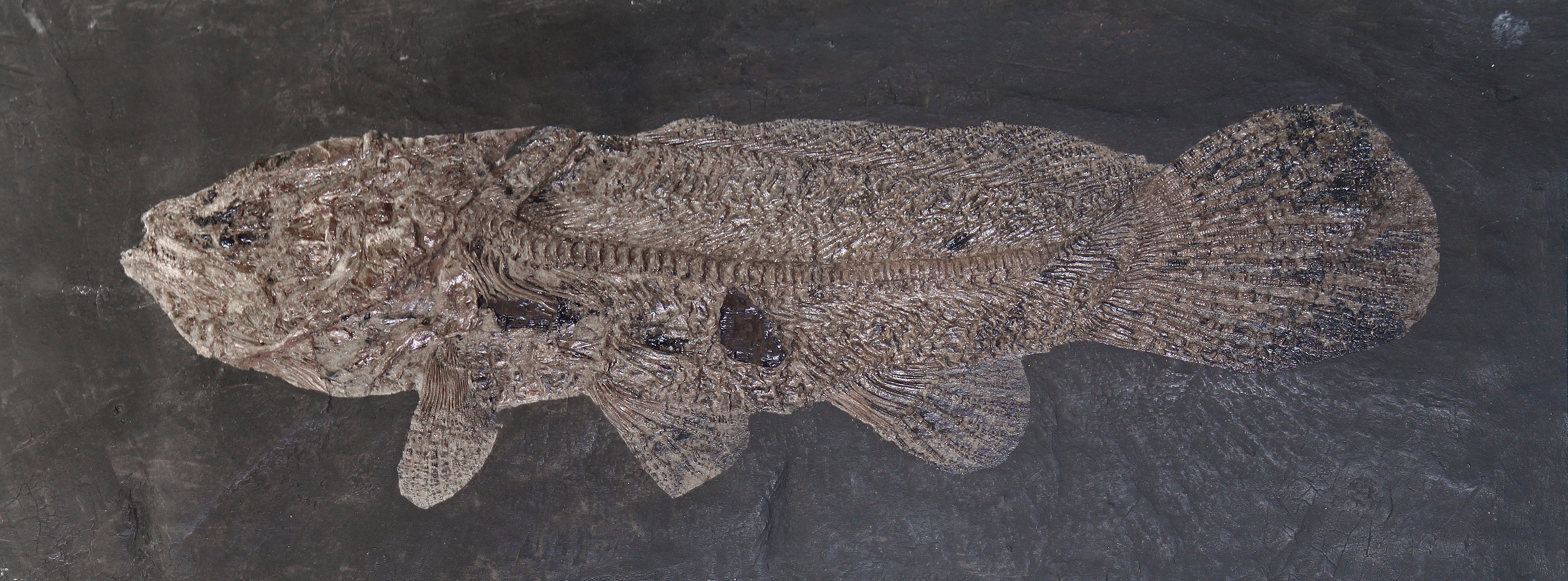
Cyclurus kehreri — викопний вид

Амієві (Amiidae) — родина кісткових ганоїдів (Holostei) ряду амієподібні (Amiiformes). До тепер зберігся лише один вид амія (Amia calva). Інші види в усіх чотирьох підродинах відомі із копалин юрського, крейдового періоду і еоцену.
Амія — вид поширений у східній частині Північної Америки у повільно плинучих річках, каналах і озерах. При низькому рівні кисню у воді (що зазваичай зустрічається у водах такого типу), амія підпливає до поверхні і захоплює атмосферне повітря, заповнюючи свій плавальний міхур, який виконує функцію примітивного легеня.

## Таксономія
Родина ділиться на чотири підродини, що містять 11 описаних родів.

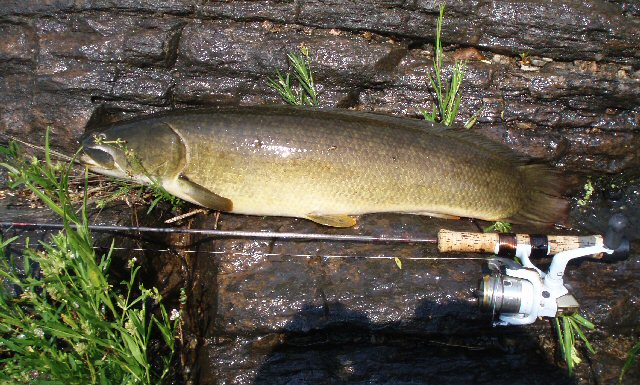
Амія з річки Куза біля Ветампки, штат Алабама

- Amiidae
  - Підродина Amiinae
    - Рід Amia
    - Рід †Cyclurus
    - Рід †Pseudoamiatus

  - Підродина †Amiopsinae
    - Рід †Amiopsis

  - Підродина †Solnhofenamiinae
    - Рід †Solnhofenamia

  - Підродина †VidalamiinaeАмія з річки Куза біля Ветампки, штат Алабама
    - Рід †Calamopleurus
    - Рід †Maliamia
    - Рід †Melvius
    - Рід †Pachyamia
    - Рід †Vidalamia

  - Підродина «incertae sedis»
    - Рід †Nipponamia